# ジャック・ウォマック
ジャック・ウォマック（Jack Womack, 1956年1月8日 - ）は、アメリカ合衆国ケンタッキー州レキシントン生まれの小説家。姓はウォーマックとも表記される。

## 経歴・人物
1977年にケンタッキーからニューヨークへ移り住んだのち、近未来のディストピア世界を舞台とする長篇小説 Ambient を発表。以後、代表作となる「アンビエント」シリーズ（「ドライコ」シリーズとも呼ばれる）を中心に、小説やエッセイを執筆する。また、パブリシストとしての経歴もあり、ニール・ゲイマン、ダン・シモンズ、テリー・プラチェットといった作家を担当。出版社ハーパーコリンズのSF部門イオス（Eos Books）につとめたのち、Orbit USとYen Booksのパブリシティ・マネージャーとなった。
自らを南部人であると見なしており、インタビューやエッセイでその点に触れている。同じく南部出身の作家ウィリアム・ギブスンと親交があり、ギブスンの小説『ヴァーチャル・ライト』や『スプーク・カントリー』には、ウォマックへの謝辞や献辞がある。またウォマックは、ギブスンの小説『ニューロマンサー』の20周年版にエッセイを寄せ、ギブスンとの出会いのきっかけが南部訛りの声だったことなど、彼との思い出を語っている。
チャールズ・フォートをはじめ、日本の「トンデモ本」の概念に近い内容の本のコレクターとして知られ、ネット上で紹介してもいる。

## 作風
これまでの長篇小説を、すべて一人称で執筆。作品ごとに背景の異なる人物を語り手として選び、12歳の少女から黒人の退役将軍まで多岐にわたる。語り手に合わせて語り口を変えるほか、シリーズでは "postliterary"とも形容される独自の変化をとげた英語を用いている。文章のリズムをつかむ際、読み上げてリズムのパターンを確かめている。
さまざまな形の暴力が蔓延する世界で、登場人物が過去の記憶や現在の悲劇を乗り越えようとする様子を描く。ウォマックが取り上げる暴力には、巨大企業の寡占、経済恐慌、人種差別、戦争、犯罪、圧政、薬物中毒、環境破壊、洗脳、ドメスティックバイオレンスなどがある。もっとも普遍的で無意味な暴力は、社会がその成員に対して加えるものとしている。
作中にミュージシャンやその曲目を描いており、作品の重要なテーマともなっている。古くは1930年代のロバート・ジョンスンから、50年代のエルヴィス・プレスリー、60年代のヴェルヴェット・アンダーグラウンドまでが登場する。また古楽やクラシック音楽も作中で取り上げられている。執筆の際には、ハードコア・パンクを含めさまざまな音楽を聴いている。
その他、ブラック・ユーモア、アンバランスなものがもつ美意識、疑似科学や宗教を一貫してとりあげている。

## 主な著作

### 「アンビエント」シリーズ
1. アンビエント（Ambient, 1987年） - 未訳
2. テラプレーン（Terraplane, 1988年） - 日本語訳：ハヤカワ文庫SF（1992年、黒丸尚訳、柾悟郎解説、小阪淳装丁）
3. ヒーザーン（Heathern, 1990年） - 日本語訳：ハヤカワ文庫SF（1992年、黒丸尚訳、若島正解説、小阪淳装丁）
4. エルヴィシー（Elvissey, 1993年） - フィリップ・K・ディック賞受賞。未訳
5. ランダム・アクツ・オブ・センスレス・ヴァイオレンス（Random Acts of Senseless Violence,  1993年） - 未訳
6. ゴーイング、ゴーイング、ゴーン（Going, Going, Gone, 2000年） - 未訳

なお、シリーズ作品を物語の進行にそって並べると、以下のようになる。
1. ランダム・アクツ・オブ・センスレス・ヴァイオレンス
2. ヒーザーン（1.の約半年後）
3. アンビエント（2.の約13年後）
4. テラプレーン（3.の約6年後）
5. エルヴィシー（4.の約16年後）
6. ゴーイング、ゴーイング、ゴーン（5.の約14年後）

### その他の長篇小説
- Let's Put the Future Behind Us (1996年)
- Lying to Children [4]（執筆中）

### 短篇小説
- Out Of Sight, Out Of Mind (1990年)
- A Kiss, a Wink, a Grassy Knoll (1991年)
- Twelvefourteen (1991年)
- Lifeblood (1991年)
- That Old School Tie (1995年)
- Audience (1997年)

### エッセイ
- The Cannon Are Silent,The Muses Are Drunk (1992年) - ロシア旅行記。当地の様子、映画監督との出会いなどを執筆。
- Neuromancer 20th Anniversary Edition あとがき (2004年)

### 関連作品
- State of the Union Various artists, 1996年. - エリオット・シャープのプロデュースによる2枚組CD。ウォマックが自作の朗読で参加。
- Random Acts of Senseless Violence, 2.13.61, Thirsty Ear, 1996年.  - オーディオブック。朗読はトリシア・ウォーデン。ヘンリー・ロリンズのレーベルから発売。